# The Lunchbox
The Lunchbox é um filme de drama de 2013 dirigido e escrito por Ritesh Batra. Produzido por Guneet Monga, Anurag Kashyap and Arun Rangachari, The Lunchbox é uma coprodução internacional de estúdios na Índia, Estados Unidos, Alemanha e França. É estrelado por Irrfan Khan e Nimrat Kaur ao lado de Nawazuddin Siddiqui, Bharti Achrekar e Nakul Vaid em papéis coadjuvantes.
The Lunchbox foi exibido na Critics' Week do Festival de Cinema de Cannes de 2013, e mais tarde ganhou o Critics' Week Viewers Choice Award, também conhecido como Grand Rail d'Or. Foi exibido no Festival Internacional de Cinema de Toronto de 2013. O filme foi lançado nos cinemas da Índia em 20 de setembro de 2013 e foi um sucesso de bilheteria e recebeu elogios unânimes da crítica. Foi o filme hindi de maior bilheteria de Khan, até ser superado por Hindi Medium (2017). The Lunchbox foi indicado para melhor filme em língua não inglesa no BAFTA 2015.

## Elenco
- Irrfan Khan como Saajan Fernandes
- Nimrat Kaur como Ila Singh
- Nawazuddin Siddiqui como Aslam Shaikh, Saajan's colleague
- Lillete Dubey como mãe de Ila
- Nakul Vaid como Rajiv Singh
- Bharati Achrekar como Mrs. Deshpande a.k.a. "Auntie"
- Yashvi Puneet Nagar como Yashvi Singh
- Denzil Smith como Mr. Shroff
- Shruti Bapna como Mehrunissa

## Produção
Ritesh Batra, que havia feito os curtas-metragens The Morning Ritual, Gareeb Nawaz Ki Taxi eCafe Regular, Cairo, começou a pesquisar para um documentário sobre o famoso sistema de entrega Lunchbox de Mumbai, o dabbawala, conhecido por sua eficiência, porém após passar uma semana com em 2007, ele conheceu muitas histórias pessoais interessantes que eles ouviam enquanto esperavam do lado de fora de um apartamento. Essa ideia deu origem à ideia do filme e, em vez de fazer o documentário, começou a escrever o roteiro do filme. Com o tempo, o filme se tornou uma produção conjunta entre Sikhya Entertainment, DAR motion movies, National Film Development Corporation of India (NFDC), Índia, ROH Films, Alemanha, ASAP Films, França e Cine Mosaic, EUA de Lydia Dean Pilcher, que anteriormente produziu filmes como The Talented Mr. Ripley (1999) and The Namesake (2007), e a Match Factory da Alemanha tornou-se seu agente de vendas internacional.
Irrfan Khan gostou do roteiro do filme e do conceito de seu personagem, não falando muito, mas falando por meio de anotações. Depois de ver o curta-metragem de Batra e algumas reuniões, ele concordou em atuar no filme. Batra queria há muito tempo trabalhar com Nawazuddin Siddiqui, outro personagem principal do filme. Para a protagonista feminina, foram realizadas audições, nas quais Nimrat Kaur foi selecionado. Kaur teve vasta experiência no teatro de Mumbai e trabalhou em filmes como Peddlers. Alguns dos dabbawalas com quem o diretor fez amizade enquanto pesquisava para o filme também foram escalados para papéis menores.
O filme foi rodado em 2012 em Mumbai com um orçamento de ₹ 220 milhões. Antes das filmagens, o elenco ensaiou durante seis meses. Foi filmado com a câmera digital Arri Alexa. Muitas das cenas foram logisticamente divididas para dar lugar a mudanças de localização de última hora. De acordo com Ritesh Batra, as cenas no trem envolviam o uso de apenas um compartimento e incluíam até mesmo passageiros locais reais quando necessário. A filmagem durou 29 dias, com a maioria das cenas do filme feitas em três semanas. Posteriormente, foram filmadas imagens captadas de forma documental. Os famosos dabbawalas de Mumbai receberam lancheiras de verdade para serem entregues e seguidos por uma equipe de filmagem de quatro membros, que filmou o processo em estilo documentário.

## Recepção

### Bilheteria
The Lunchbox arrecadou ₹ 71 milhões em seu primeiro fim de semana de lançamento na Índia, e ₹ 110 milhões em sua primeira semana. O filme continuou a arrecadar quantias significativas nas semanas seguintes, ganhando mais de ₹ 200 milhões nas primeiras três semanas e outros ₹ 40-50 lakhs estimados em seu quarto fim de semana.
Nos Estados Unidos, The Lunchbox arrecadou US$ 4,23 milhões e foi o terceiro filme estrangeiro de maior bilheteria de 2014, atrás de Cantinflas e P.K.. Em 28 de maio de 2014, a arrecadação mundial do filme era de ₹ 84,92 crore. O faturamento total mundial do filme para a versão original em hindi foi de ₹ 100,85 crore ($ 17,24 milhões). A maior parte de seu faturamento veio do exterior, com US$ 11,71 milhões ($$ 72,602 crore) para a versão em hindi, tornando-se o terceiro filme indiano de maior bilheteria de 2013 no exterior, depois de Dhoom 3 e Chennai Express. Foi o filme hindi de maior bilheteria de Irrfan Khan, até ser superado por Hindi Medium (2017).
A versão dublada em japonês, lançada no final de 2014, foi exibida em cem cinemas durante dez semanas. O filme arrecadou mais de ¥ 150 milhões (US$ 1,42 milhão ou ₹8,7 crore) no Japão. Combinadas, as versões em hindi e japonês arrecadaram cerca de US$ 13,1 milhões ($$ 81,3 crore) no exterior e ₹ 110 crore (US$ 19 milhões) em todo o mundo.

### Recepção crítica
The Lunchbox recebeu ampla aclamação da crítica e do público. No site agregador de resenhas Rotten Tomatoes, 97% das 123 resenhas dos críticos são positivas, com uma classificação média de 7,7/10. O consenso do site diz: "Caloroso, afetuoso e doce, mas não enjoativo, The Lunchbox é um prazer inteligente para o público do diretor estreante Ritesh Batra." O Metacritic, que usa uma média ponderada , atribuiu ao filme uma pontuação de 76 em 100, com base em 28 críticos, indicando críticas "geralmente favoráveis".
O crítico Rajeev Masand da CNN-IBN deu uma classificação de 5/5 ao filme, afirmando: "As maiores histórias de amor são aquelas que fazem você torcer para que os protagonistas se unam, apesar de seus destinos. Este filme ilustra como o amor transforma o mais improvável de pessoas." Pratim D. Gupta, do The Telegraph, deu dois polegares para The Lunchbox, chamando-o de "uma história de amor comovente e silenciosa, pois é um retrato evocativo da solidão". Taran Adarsh, de Bollywood Hungama, deu ao filme uma nota 4/5, afirmando: "Um romance à moda antiga e bem contado, The Lunchbox desata graciosamente as provações, tribulações, medos e esperanças das pessoas comuns, sem o glamour que a cidade de Mumbai tornou-se." Karan Anshuman, do Mumbai Mirror, também obteve uma pontuação perfeita de 5/5, dizendo que o filme foi "um dos melhores filmes lançados na Índia em muito tempo".
Raja Sen, do Rediff.com, elogiou ainda mais o filme, dando outra pontuação perfeita de 5/5 e ofereceu elogios especiais ao diretor Ritesh Batra, afirmando que "Batra, que também escreveu The Lunchbox, permitiu a seus atores incríveis um tremendo espaço para improvisar, o tempo todo ele mesmo desenhando detalhes sutis sobre a cidade, seus transportadores de alimentos e as muitas disparidades com as quais Mumbai está repleta. O cineasta/crítico Khalid Mohammed do Deccan Chronicle disse: "O que permanece na mente no final de The Lunchbox é basicamente o que permanece na mente no final de um set memorável de jazzistas - não seus lapsos, mas as alturas que eles escalam." Aditya Grover do YouthTimes deu 4/5 estrelas e disse: "The Lunchbox é delicioso e encantador! Se você está com vontade de assistir a um cinema genuinamente comovente, você terá uma surpresa. O sabor delicioso deste a lancheira permanece na sua boca muito depois de você sair do teatro. Suparna Sharma do The Asian Age deu 4 de 5 estrelas e disse: "The Lunchbox é uma história doce e triste de solidão e amor, de espíritos murchados encontrando água novamente. Há três mulheres em três casamentos em este filme, dos quais dois estão doentes. O terceiro está quase no fim, apenas os últimos ritos não foram realizados. Há dois homens no filme – um que viveu uma vida plena e está se preparando para escapar silenciosamente. a face da terra; o outro está ansioso para começar… O que é ao mesmo tempo chocante e reconfortante é o que o filme nos mostra – que é preciso muito pouco para uma alma voltar à vida.
Trisha Gupta, no Sunday Guardian, escreveu "The Lunchbox é um pequeno filme adorável. Mas preenche todos os requisitos que podem atrair o público do festival: urbanismo asiático pitoresco (trens de Mumbai, entrega de dabba), comida caseira indiana, romance. Fornece cor local, sem ser exigentemente intraduzível." Em uma crítica menos positiva para o Chicago Reader, JR Jones criticou a premissa do filme como um artifício e seu suposto uso de "folha cômica irritante" em referência aos personagens de Nawazuddin Siddiqui e Bharati Achrekar como Shaikh e Mrs. Deshpande.